# Epsilonema parvospina
Epsilonema parvospina is een rondwormensoort uit de familie van de Epsilonematidae. De wetenschappelijke naam van de soort is voor het eerst geldig gepubliceerd in 1982 door Decraemer.